# Le Perthus
Le Perthus (katalanska: El Pertús) är en kommun i departementet Pyrénées-Orientales i regionen Occitanien i södra Frankrike. Kommunen ligger i kantonen Céret som tillhör arrondissementet Céret. År 2022 hade Le Perthus 565 invånare.
Le Perthus ansluter till den katalanska/spanska orten Pertús, del av den spanska kommunen La Jonquera. Tillsammans bildar de båda orterna en tätort, där landsgränsen skär rätt genom bebyggelsen. Huvudgatan genom bebyggelsen har på en sträcka på 500 meter Spanien på den östra sidan och Frankrike på den västra; detta är den mest butikstäta delen på orten.
På orten finns Musée Mémorial de l'Exil. Detta är ett museum ägnat åt spanska flyktingar på den förlorande sidan under spanska inbördeskriget, flyktingar som ofta passerade just genom Le Perthus.
Genom kommunen löper motorvägen A9, vilken binder samman Perpignan och andra franska orter med nordöstligaste Spanien. Bygget av A9 gav på 1970-talet material till att bygga det katalanska monumentet "Bofills pyramid", en pyramid med en tegelbyggnad på toppen. Bygget beställdes av den katalanske arkitekten Ricardo Bofill och invigdes 1976, som en symbol för anslutningen av Spanien till det europeiska motorvägsnätet.

## Befolkningsutveckling
Antalet invånare i kommunen Le Perthus
| Referens: INSEE |